# 大阪文化祭賞
大阪文化祭賞（おおさかぶんかさいしょう）は、大阪府内で行われた公演を表彰する制度、および賞。芸術文化活動の奨励と普及を図り、大阪府の文化振興の機運を醸成することを目的とする。

## 概要
1963年（昭和38年）に始まった表彰制度で、大阪府内で上演された公演の中から優れた成果をあげた個人、団体に対して「大阪文化祭賞」、「大阪文化祭奨励賞」が贈呈される。主催は2022年（令和4年）現在、大阪市、大阪府、公益財団法人関西・大阪21世紀協会。。
選考対象は3部門に分かれており、第1部門（伝統芸能・邦舞・邦楽）第2部門（現代演劇・大衆芸能）第3部門（洋舞・洋楽）とされている。

### 選考方法の変遷
2013年（平成25年）までは、当年の5月-6月に開催される公演のエントリー制であったが、2014年（平成26年）からは公演時期を通年に変更している。また、2019年（平成28年度表彰分）までは、現在の部門分けによる表彰は行わず一括して審査が行われて最優秀賞1組（人）、優秀賞2組（人）、奨励賞3組（人）前後が決められていた。

## 主な文化祭賞受賞者

### 平成29年度（2018年3月表彰）
- 第1部門 - TTR能プロジェクト TTR能プロジェクト15周年特別公演「定家」の成果
- 第2部門 - 七代目笑福亭松喬 「三喬改メ 七代目笑福亭松喬襲名披露公演」の舞台成果
- 第3部門 - 井上道義指揮 大阪フィルハーモニー交響楽団 第505回定期演奏会における演奏、及びバーンスタイン「ミサ」の舞台成果

### 平成30年度（2019年3月表彰）
- 第1部門 - 坂東竹三郎 七月大歌舞伎「女殺油地獄」の成果[4]
- 第2部門 - 六代目笑福亭松鶴生誕百年祭実行委員会 「六代目笑福亭松鶴生誕百年祭」企画の成果
- 第3部門 - 尾高忠明指揮 大阪フィルハーモニー交響楽団「ベートーヴェン交響曲全曲演奏会」の成果

### 令和元年度（2020年3月表彰）
- 第1部門 - 仮名手本忠臣蔵 九段目 山科閑居の段 出演者一同「11月文楽公演」の成果[5]
- 第2部門 - 南河内万歳一座「～21世紀様行～唇に聴いてみる」の舞台成果
- 第3部門 - Ｋ★バレエスタジオ「33回メモリアルコンサート」の成果

### 令和2年度（2021年3月表彰）
- 第1部門 - 竹本錣太夫「初春文楽公演『傾城反魂香』【土佐将監閑居の段】」の成果[6]
- 第2部門 - 工藤俊作「プロジェクト KUTO-10」の制作活動
- 第3部門 - 堺シティオペラ「第34回定期公演『アイーダ』」の舞台成果

### 令和3年度（2022年3月表彰）
- 第1部門 - 上村吉弥「関西・歌舞伎を愛する会 第29回七月大歌舞伎『双蝶々曲輪日記 引窓』」の成果[7]
- 第2部門 - 曽我廼家文童および井上惠美子「松竹新喜劇錦秋公演『お家はんと直どん』」の成果
- 第3部門 - 堺シティオペラ、大阪交響楽団「il Teatro L'alba L'amore "オペラ×オーケストラ"歌劇『トゥーランドット』」の成果

### 令和4年度（2023年3月表彰）
- 第1部門 - 花柳與「花柳與卒寿記念舞踊会 一扇会」の舞台の成果[8]
- 第2部門 - 桂あやめ「40周年あやめの会」の成果
- 第3部門 - 奈良ゆみ「祝祭の夜：サティとフランス六人組」の成果

### 令和5年度（2024年3月表彰）
- 第1部門 - 「檀浦兜軍記 阿古屋琴責の段」出演者一同 「初春文楽公演『檀浦兜軍記 阿古屋琴責の段』の成果」[9]
- 第2部門 - 劇団態変「私たちはアフリカからやってきた」の舞台の成果　※主宰は金滿里
- 第3部門 - 日本テレマン協会「第300回定期演奏会」の成果

### 令和6年度（2025年3月表彰）
- 第1部門 - 竹本千歳太夫「11月文楽公演 仮名手本忠臣蔵 『祇園一力茶屋の段』」の成果[10]
- 第2部門 - 旭堂南海「旭堂南海還暦独演会」の話芸の成果
- 第3部門 - 地主薫バレエ団「地主薫バレエ団ダブル・ビル」の成果